# 国道19号 (印度)

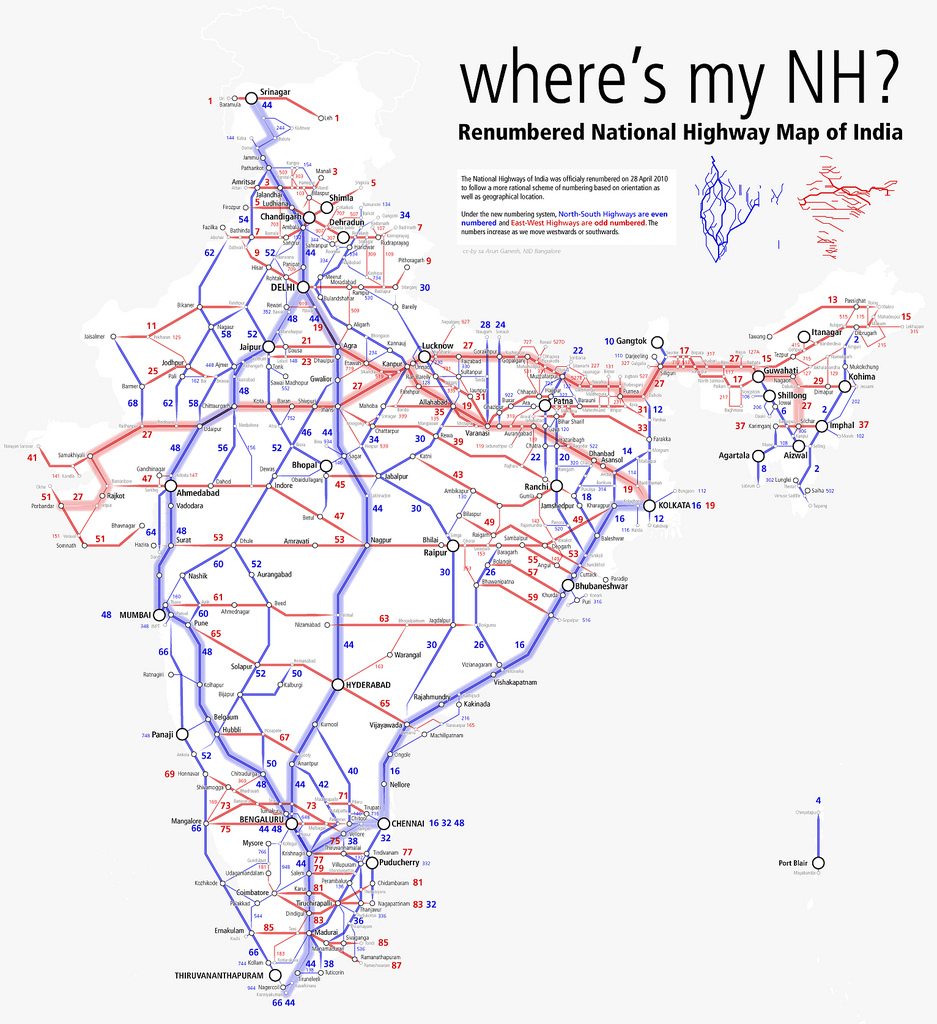
印度国道网

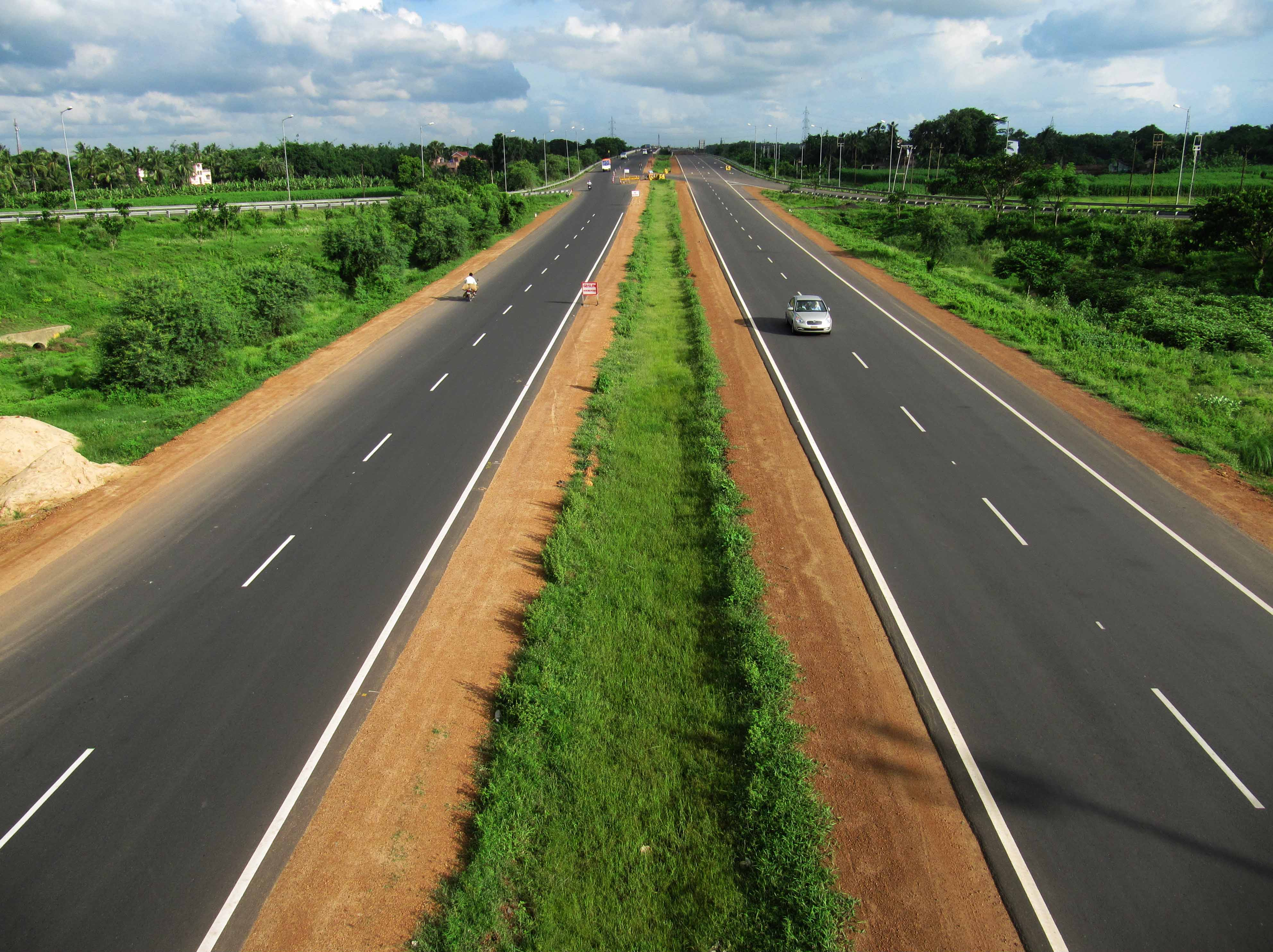
国道19号一景

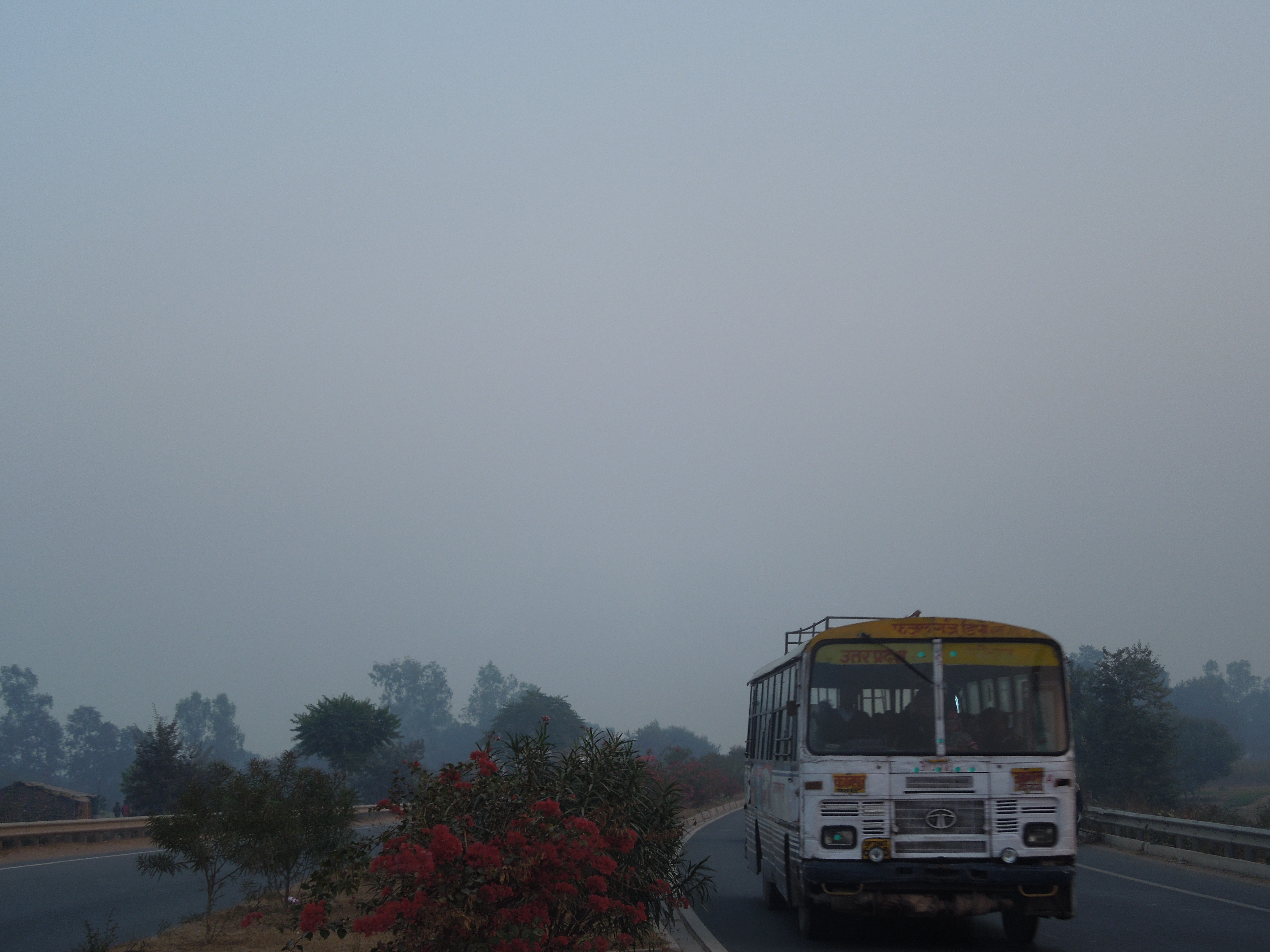
位于北方邦费特普尔县卡加的国道19号

国道19号（英語：National Highway 19，缩写为NH19）是一条印度最为繁忙的东西向国道之一，常被称为德里－加尔各答路。NH19也是组成亚洲公路1号线的一部分。NH19全长1435千米左右，西端起点为新德里，途经哈里亚纳邦、北方邦、比哈尔邦、贾坎德邦，东端到达西孟加拉邦，与国道16号相连。

## 印度发展项目
国道19号的几乎所有部分已被国家公路发展项目选为黄金四边形的一部分。在德里和阿格拉之间的大约253公里的NH19路段被国家公路发展项目选定为南北走廊的一部分。而在巴拉和坎普尔之间，约有35公里的NH19路段被国家公路发展项目选定为东西走廊的一部分。

## 主经城市

### 德里
德里段全长12千米。
新德里

### 哈里亚纳邦
哈里亚纳邦全长74千米。
法里达巴德 - 帕尔瓦尔

### 北方邦
北方邦段全长752千米。
马图拉 - 阿格拉 - 菲罗扎巴德 - 埃塔瓦 - 奥赖耶 - 阿克巴尔普尔 - 法塔赫 - 阿拉哈巴德 - 瓦拉纳西 - 穆加尔萨赖

### 比哈尔邦
比哈尔邦段全长202千米。
莫哈尼亚 - 萨萨拉姆 - 德赫里 - 奥兰加巴德

### 贾坎德邦
贾坎德邦段全长190千米。
巴尔希 - 伊斯里 - 戈比恩德普尔

### 西孟加拉邦
西孟加拉邦段全长235千米。
阿桑索尔 - 杜尔加布尔 - 巴尔达曼 - 丹库尼